# Mohn Peaks
Mohn Peaks är en bergstopp i Antarktis. Den ligger i Västantarktis. Argentina, Chile och Storbritannien gör anspråk på området. Toppen på Mohn Peaks är 1 230 meter över havet.
Terrängen runt Mohn Peaks är platt åt nordost, men åt sydväst är den kuperad. Trakten är obefolkad. Det finns inga samhällen i närheten.